# Jagiellonia Białystok w sezonie 1954

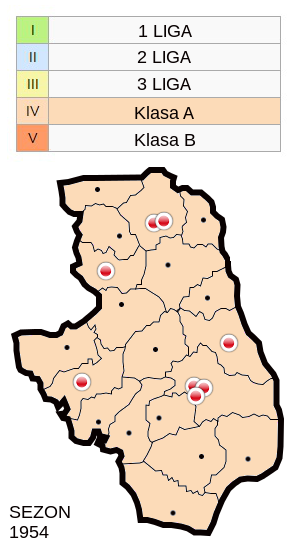
BOZPN - Zespoły występujące w Klasie A w sezonie 1954

Budowlani Białystok przystąpili do rozgrywek klasy A Białostockiego OZPN.

## IV poziom rozgrywkowy
Drużyna Budowlanych jako beniaminek uplasowała się na 5 miejscu rozgrywek A klasy.

## Tabela Klasy A Białostocki OZPN
| Lp. | Drużyna                 | M  | Z  | R | P | Bramki | Bramki | Różn. | Pkt. | Uwagi          |
| --- | ----------------------- | -- | -- | - | - | ------ | ------ | ----- | ---- | -------------- |
| 1   | Kolejarz Ełk            | 14 | 11 | 2 | 1 | 45     | 12     | +33   | 24   | Awans III liga |
| 2   | Spójnia Suwałki         | 14 | 7  | 2 | 5 | 21     | 13     | +8    | 16   | Po sez. fuzja  |
| 3   | Gwardia II Białystok    | 14 | 7  | 1 | 6 | 29     | 26     | +3    | 15   |                |
| 4   | Budowlani Suwałki       | 14 | 5  | 5 | 4 | 26     | 26     | 0     | 15   |                |
| 5   | Budowlani Białystok (b) | 14 | 7  | 1 | 6 | 24     | 26     | -2    | 15*  |                |
| 6   | Ogniwo Białystok        | 14 | 4  | 2 | 8 | 21     | 36     | -15   | 10   |                |
| 7   | Kolejarz Łomża (b)      | 14 | 2  | 4 | 8 | 16     | 32     | -16   | 8    | *Spadek kl.B   |
| 8   | Budowlani Sokółka       | 14 | 2  | 3 | 9 | 21     | 38     | -17   | 7*   |                |

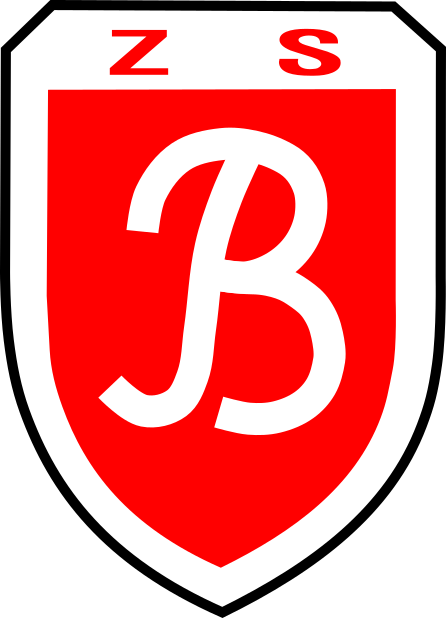
Budowlani Białystok 1948-1957

(*) Mecz Budowlani Sokółka : Budowlani Białystok został zweryfikowany jako obustronny walkower, 0 pkt i 0-3 w bramkach dla każdej z drużyn.
- Na skutek protestów Budowlanych Sokółka zespół pozostał w A klasie, decyzją władz WKKF do klasy B zdegradowana została drużyna Kolejarza Łomża.
- Po sezonie zwiększono A klasę do 12 drużyn, z B klasy awansowały: Kolejarz Hajnówka, Gwardia Łomża, Kolejarz Łapy, Budowlani Grajewo, Kolejarz Białystok, LZS Szczuczyn oraz decyzją władz WKKF Kolejarz II Ełk.
- Po sezonie doszło do fuzji Spójni i Budowlanych Suwałki tworząc klub Sparta Suwałki.
- Po sezonie zespół Budowlanych Białystok zmienił nazwę na Jagiellonia Budowlani Białystok.

## Mecze
| Mecze i wyniki | Mecze i wyniki        | Mecze i wyniki                   | Mecze i wyniki | Mecze i wyniki | Mecze i wyniki       | Mecze i wyniki | Mecze i wyniki  | Poz w lidze. | Poz w lidze. | Poz w lidze. |
| Lp. | Data                  | Rozgrywki                        | F.             | D/W            | Przeciwnik           | Wynik          | Strzelcy bramek | M.           | P.           | Br.          |
| --- | --------------------- | -------------------------------- | -------------- | -------------- | -------------------- | -------------- | --------------- | ------------ | ------------ | ------------ |
| 1 217 | 04.04.1954 Białystok  | Klasa A - 1 kol.                 | -              | W              | Ogniwo Białystok     | 0:4            |                 | 1            | 2            | 4:0          |
| 2 218 | 11.04.1954 Białystok  | Klasa A - 2 kol.                 | -              | D              | Kolejarz Łomża       | 3:0            |                 | 1            | 4            | 7:0          |
| 3 219 | 25.04.1954 Ełk        | Klasa A - 3 kol.                 | -              | W              | Kolejarz Ełk         | 3:2            |                 | 2            | 4            | 9:3          |
| 4 220 | 02.05.1954 Białystok  | Klasa A - 4 kol.                 | -              | D              | Gwardia II Białystok | 4:2            |                 | 2            | 6            | 13:5         |
| 5 221 | 09.05.1954 Sokółka    | Klasa A - 5 kol.                 | -              | W              | Budowlani Sokółka    | 2:4            |                 | 2            | 8            | 17:7         |
| 6 222 | 16.05.1954 Białystok  | Klasa A - 6 kol.                 | -              | D              | Spójnia Suwałki      | 2:0            |                 | 2            | 10           | 19:7         |
| 7 223 | 23.05.1954 Suwałki    | Klasa A - 7 kol.                 | -              | W              | Budowlani Suwałki    | 2:2            |                 | 2            | 11           | 21:9         |
| 8 224 | 20.06.1954 Białystok  | Klasa A - 8 kol.                 | -              | D              | Ogniwo Białystok     | 1:0            |                 | 2            | 13           | 22:9         |
| 9 225 | 27.06.1954 Łomża      | Klasa A - 9 kol.                 | -              | W              | Kolejarz Łomża       | 0:2            |                 | 2            | 15           | 24:9         |
| | 04.07.1954 Białystok  | Klasa A - 10 kol.                | -              | D              | Kolejarz Ełk         | (przeł.)       |                 | 2            | 15           | 24:9         |
| 10 226 | 11.07.1954 Białystok  | Klasa A - 11 kol.                | -              | W              | Gwardia II Białystok | 3:0            |                 | 2            | 15           | 24:12        |
| 11 227 | 18.07.1954 Białystok  | Klasa A - 12 kol.                | -              | D              | Budowlani Sokółka    | 0:3(vo)        |                 | 2            | 15           | 24:15        |
| 12 228 | 25.07.1954 Suwałki    | Klasa A - 13 kol.                | -              | W              | Spójnia Suwałki      | 4:0            |                 | 2            | 15           | 24:19        |
| 13 229 | 01.08.1954 Białystok  | Klasa A - 14 kol.                | -              | D              | Budowlani Suwałki    | 3:4 0:3(vo)    |                 | 2            | 15           | 24:22        |
| 14 230 | 15.08.1954* Białystok | Klasa A - 10 kol. (zaległy mecz) | -              | D              | Kolejarz Ełk         | 0:4            |                 | 5            | 15           | 24:26        |
| 15 | 26.09.1954 Łapy       | PP OKR. 1/16                     | -              | W              | Kolejarz Łapy        | 3:2            |                 | odpadnięcie  | odpadnięcie  | odpadnięcie  |
| - rozgrywki ligowe, - rozgrywki pucharu polski, - rozgrywki pucharu ligi, - rozgrywki ligi europejskiej, - mecze barażowe lub eliminacyjne, - inne. Liczba meczów w sezonie:1 2 (wszystkie mecze na najwyższym poziomie rozgrywkowym)3 (wszystkie mecze w rozgrywkach ligowych bez baraży) , Puchar Polski: 2 (mecze Pucharu Polski na szczeblu centralnym)3 (wszystkie mecze w Pucharze Polski) |                       |                                  |                |                |                      |                |                 |              |              |              |

- Mecz został przełożony z 4 lipca na 15 sierpnia 1964.
- Mecz Budowlani Białystok:Budowlani Sokółka zweryfikowany jako obustronny walkower.